# یومیکو آئویاگی
یومیکو آئویاگی (انگلیسی: Yumiko Aoyagi؛ زادهٔ ۱ ژانویهٔ ۱۹۷۰) فیلم‌نامه‌نویس اهل ژاپن است.